# Lipa (Generalski Stol)
Lipa is een plaats in de gemeente Generalski Stol in de Kroatische provincie Karlovac. De plaats telt 47 inwoners (2001).